# Superjednostka
Superjednostka (polnisch, „Supereinheit“) ist eines der größten Wohngebäude in Polen. Es steht in Katowice, Woiwodschaft Schlesien an der Aleja Wojciecha Korfantego 16–32. Die Architektur des von Mieczysław Król entworfenen und zwischen 1967 und 1972 errichteten Gebäudes lehnt sich an die Unité d’habitation von Le Corbusier an. Das Gebäude besitzt den Status einer unabhängigen Siedlung.
Der Wohnblock war als architektonisches Gegengewicht zu der nordwestlich, auf der anderen Seite des großen Kreisverkehrs Rondo Generała Jerzego Ziętka gelegenen, kreisrunden Mehrzweckhalle Spodek („Untertasse“) geplant, die sich seit 1964 im Bau befand. Auf einer Grundfläche von 9817 m² und bei einer Länge von 187 Meter beinhaltet der Block 762 Wohnungen, 17 Geschäfte und 175 Tiefgaragenplätze. Es gibt neun Eingänge, davon drei Haupteingänge. Es leben ca. 1300 Menschen in dem Gebäude. Die kleinen Wohnungen mit fensterlosen Küchen waren für kinderlose Paare und Alleinstehende gedacht. In allen Wohnungen sind Heizkörper unsichtbar, da sie als Neuheit der modernistischen Architektur in die Wände eingebaut wurden.
Von April 2009 bis Sommer 2010 wurde die Fassade des Gebäudes instand gesetzt.

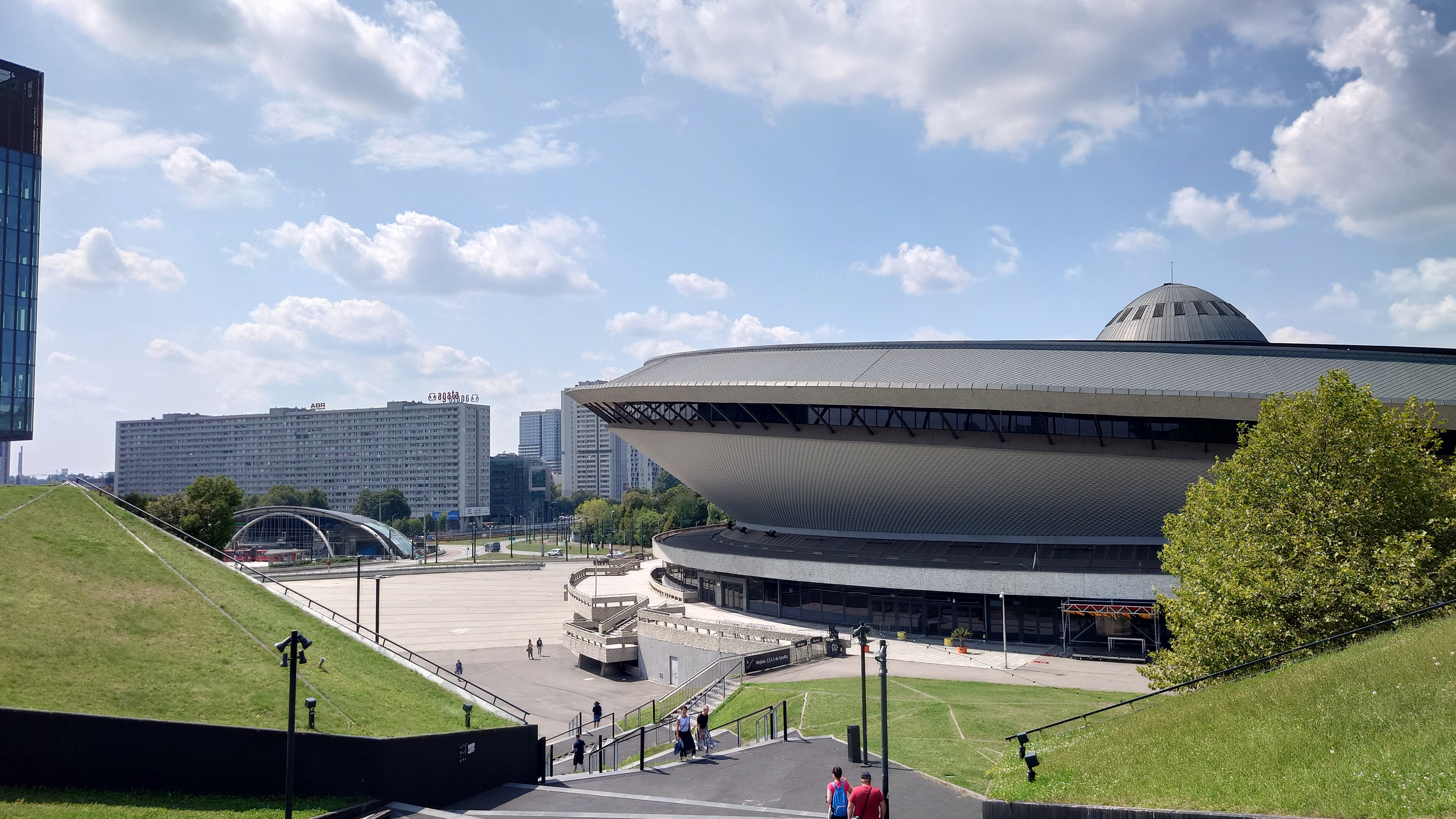
Superjednostka mit Spodek 2024
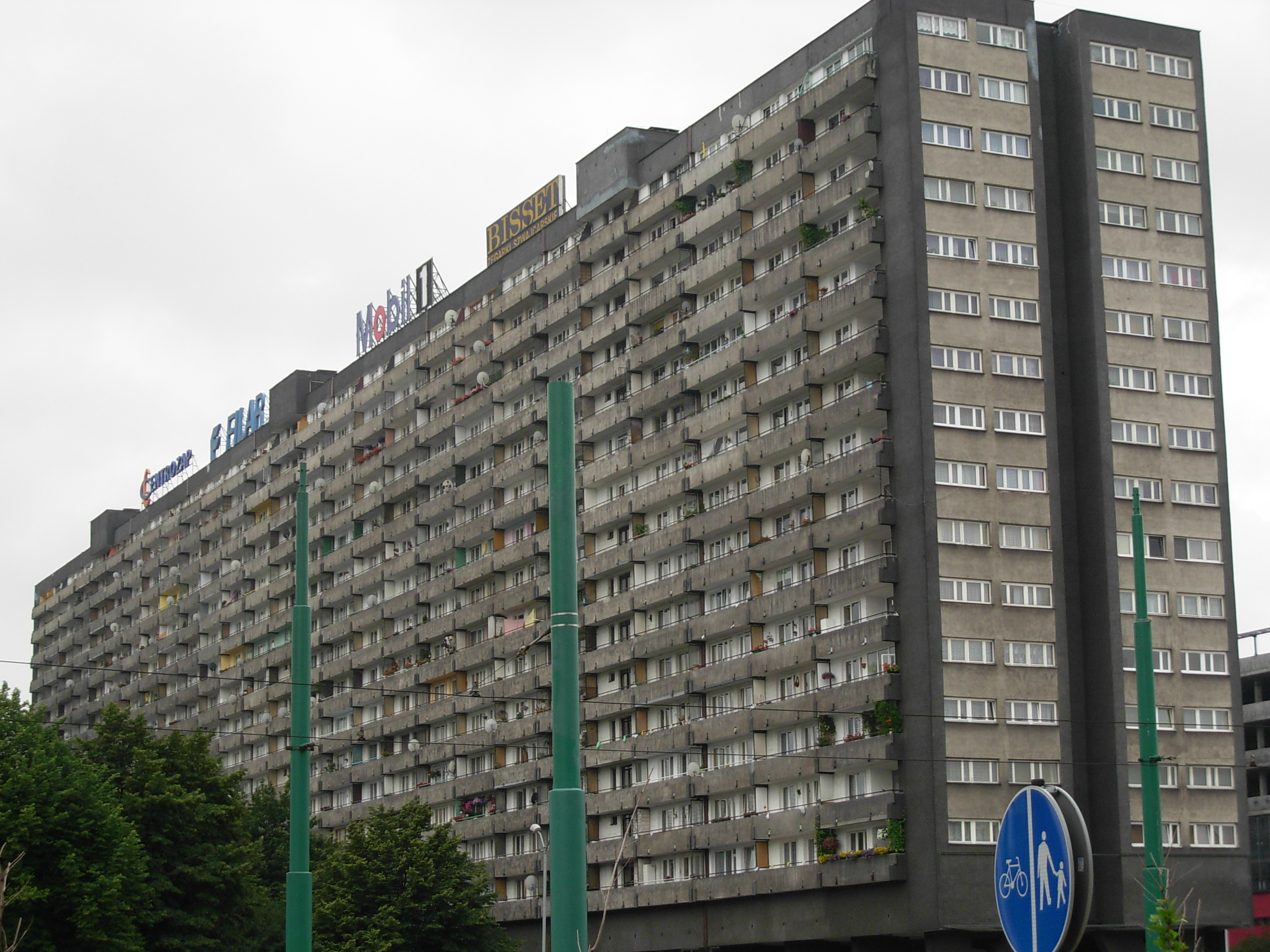
Superjednostka 2007, vor Instandsetzung der Fassade
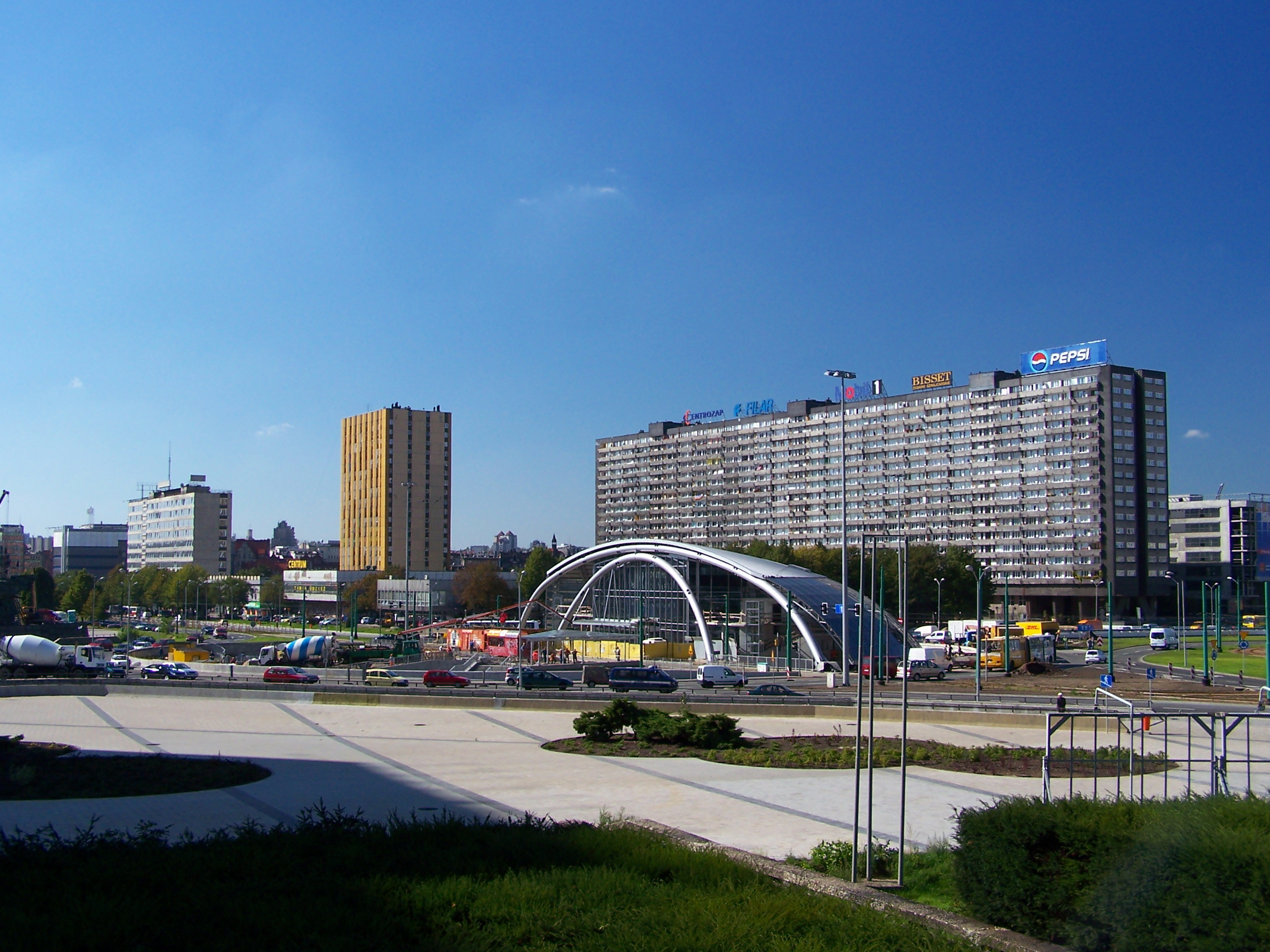
Superjednostka mit der Kunstgalerie (Galeria Rondo Sztuki) im Vordergrund (Foto 2006)